# ليتل جو
ليتل جو (بالإنجليزية: Little Joe)‏ هو مغني أمريكي، ولد في 17 أكتوبر 1940.